# Pterostichinae
Pterostichinae Bonelli, 1810 è una sottofamiglia di coleotteri carabidi diffusa in tutto il mondo.

## Descrizione
Gli Pterostichinae sono coleotteri di medie o piccole dimensioni, forma ovale e colore scuro, spesso metallico. Mancano quasi completamente specie dotate di decorazioni a colori contrastanti.

I caratteri che permettono di distinguerli dagli altri carabidi sono: le tibie anteriori con una incavatura all'apice, le elitre a curvatura regolare, le antenne pubescenti dal 4° articolo e gli occhi sormontati da due setole. Quest'ultima caratteristica permette di riconoscerli facilmente dagli Harpalinae, con cui possono venire confusi.

## Sistematica
La sottofamiglia è suddivisa in otto tribù che comprendono i seguenti generi:
- Tribù Abacetini Chaudoir, 1872
  - Abacetus Dejean, 1828
  - Abacidus LeConte, 1873
  - Aristopus Laferte-Senectere, 1853
  - Celioinkosa Straneo, 1951
  - Chlaeminus Motschulsky, 1865
  - Colpodichius Straneo, 1952
  - Cosmodiscus Sloane, 1907
  - Cyrtomoscelis Chaudoir, 1874
  - Distrigidius Jeannel, 1948
  - Ecnomolaus Bates, 1892
  - Haptoderidius Straneo, 1975
  - Haptoderodes Straneo, 1986
  - Holconotus Schmidt-Goebel, 1846
  - Inkosa Peringuey, 1926
  - Mateuellus Deuve, 1990
  - Metabacetus Bates, 1892
  - Metaxellus Straneo, 1960
  - Metaxys Chaudoir, 1857
  - Novillidius Straneo, 1941
  - Oodinkosa Straneo, 1939
  - Ophonichius Straneo, 1942
  - Pediomorphus Chaudoir, 1878
  - Pioprosopus Tschitscherine, 1899
  - Pollicobius Vinson, 1939
  - Prostalomus Basilewsky, 1950
  - Pseudabacetus Burgeon, 1935
  - Pterostillichus Straneo, 1949
  - Rhagadillius Straneo, 1951
  - Tiferonia Darlington, 1962
  - Trachelocyphoides Alluaud, 1934
  - Trachelocyphus Tschitscherine, 1900
- Tribù Chaetodactylini Tschitscherine, 1903
  - Chaetodactyla Tschitscherine, 1897
- Tribù Cnemalobini Germain, 1911
  - Cnemalobus Guerin-Meneville, 1838
- Tribù Cratocerini Lacordaire, 1854
  - Sottotribù Catapieseina Bates, 1882
    - Catapiesis Solier, 1835
    - Homalomorpha Brulle, 1835

  - Sottotribù Cratocerina sensu stricto
    - Brachidius Chaudoir, 1852
    - Cratocerus Dejean, 1829
    - Oxyglychus Straneo, 1938

  - Sottotribù Drimostomatina Chaudoir, 1872
    - Abacaelostus Straneo, 1952
    - Andrewesinulus Straneo, 1938
    - Apsidocnemus Alluaud, 1936
    - Barylaus Liebherr, 1985
    - Caecocaelus Straneo, 1949
    - Caelostomus W.S. MacLeay, 1825
    - Camptogenys Tschitscherine, 1899
    - Capabatus Csiki, 1930
    - Crenulostrigus Straneo, 1942
    - Cyrtolaus Bates, 1882
    - Dactyleurys Tschitscherine, 1899
    - Dactylinius Straneo, 1941
    - Diachipteryx Alluaud, 1926
    - Diceromerus Chaudoir, 1872
    - Dromistomus Jeannel, 1948
    - Drymonaxus Straneo, 1941
    - Eurystomis Chaudoir, 1878
    - Feostoma Straneo, 1941
    - Hemitelestus Alluaud, 1895
    - Hoplizomenus Chaudoir, 1872
    - Leleuporites Straneo, 1960
    - Madapelmus Dajoz, 1985
    - Monodryxus Straneo, 1942
    - Pachycaecus Straneo, 1971
    - Pachyroxochus Straneo, 1942
    - Platyxythrius Straneo, 1942
    - Stegazopteryx Will, 2004
    - Stomonaxellus Tschitscherine, 1901
    - Strigomerodes Straneo, 1939
    - Strigomerus Chaudoir, 1872
    - Trichillinus Straneo, 1938
- Tribù Microcheilini Jeannel, 1948
  - Microcheila Brulle, 1834
- Tribù Morionini Brulle, 1835
  - Buderes Murray, 1857
  - Hyperectenus Alluaud, 1935
  - Hyperion Castelnau, 1834
  - Megamorio Chaudoir, 1880
  - Morion Latreille, 1810
  - Morionidius Chaudoir, 1880
  - Moriosomus Motschulsky, 1864
  - Platynodes Westwood, 1846
  - Stereostoma Murray, 1857
- Tribù Pterostichini Bonelli, 1810
  - Sottotribù Euchroina Chaudoir, 1874
    - Abacillius Straneo, 1949
    - Abacillodes Straneo, 1988
    - Abaris Dejean, 1831
    - Apsaustodon Tschitscherine, 1901
    - Argutoridius Chaudoir, 1876
    - Blennidus Motschulsky, 1865
    - Blenniventer Straneo, 1986
    - Bothynoproctus Tschitscherine, 1900
    - Cephalostichus Straneo, 1977
    - Cynthidia Chaudoir, 1873
    - Euchroa Brulle, 1834
    - Eumara Tschitscherine, 1901
    - Gastrogmus Sloane, 1915
    - Haplobothynus Tschitscherine, 1901
    - Hybothecus Chaudoir, 1874
    - Litarthrum Sloane, 1915
    - Lobobrachus Sharp, 1885
    - Marsyas Putzeys, 1845
    - Meropalpus Tschitscherine, 1900
    - Microcephalus Dejean, 1828
    - Mireius Straneo, 1984
    - Nelidus Chaudoir, 1878
    - Neotalus Will, 2002
    - Oribazus Chaudoir, 1874
    - Pachythecus Chaudoir, 1874
    - Phaenaulax Tschitscherine, 1898
    - Prosopogmus Chaudoir, 1865
    - Pseudabarys Chaudoir, 1873
    - Setalimorphus Sloane, 1895
    - Setalis Castelnau, 1867
    - Simodontus Chaudoir, 1843
    - Trirammatus Chaudoir, 1838

  - Sottotribù Loxandrina Erwin & Sims, 1984
    - Adrimus Bates, 1871
    - Cerabilia Castelnau, 1867
    - Feronista Moore, 1965
    - Haploferonia Darlington, 1962
    - Homalonesiota Maindron, 1908
    - Loxandrus LeConte, 1852
    - Metoncidus Bates, 1871
    - Nebrioferonia Straneo, 1939
    - Oxycrepis Reiche, 1843
    - Stolonis Motschulsky, 1866
    - Zeodera Castelnau, 1867

  - Sottotribù Metiina Straneo, 1951
    - Abropus Waterhouse, 1842
    - Antarctiola Straneo, 1977
    - Chaetauchenium Tschitscherine, 1900
    - Feroniola Tschitscherine, 1900
    - Kuschelinus Straneo, 1963
    - Metius Curtis, 1839
    - Parhypates Motschulsky, 1866

  - Sottotribù Molopina Bonelli, 1810
    - Abacops Tschitscherine, 1902
    - Abax Bonelli, 1810
    - Aristochroa Tschitscherine, 1898
    - Aristochroodes Marcillac, 1993
    - Camptoscelis Dejean, 1828
    - Cedrorum Borges & Serrano, 1993
    - Chalcochrous Chaudoir, 1838
    - Eucamptognathus Chaudoir, 1837
    - Eudromus Klug, 1835
    - Henrotius Jeannel, 1953
    - Lesticus Dejean, 1828
    - Molopidius Jeannel, 1942
    - Molopinus Jeannel, 1948
    - Molops Bonelli, 1810
    - Myas Sturm, 1826: 171
    - Nirmala Andrewes, 1930
    - Orthomus Chaudoir, 1838
    - Oscadytes Lagar Mascaro, 1975
    - Pedius Motschulsky, 1850
    - Percus Bonelli, 1810
    - Peyrieraselus Deuve, 1981
    - Sthenocranion Tschitscherine, 1899
    - Styracoderus Chaudoir, 1874
    - Teratotarsa Tschitscherine, 1893
    - Trigonognatha Motschulsky, 1858
    - Tropidocerus Chaudoir, 1878
    - Zariquieya Jeannel, 1924

  - Sottotribù Pterostichina sensu stricto
    - Abacoleptus Fauvel, 1903
    - Abacomorphus Chaudoir, 1878
    - Abacophrastus Will, 2011
    - Acanthoferonia Moore, 1965
    - Allotriopus Bates, 1882
    - Analoma Darlington, 1971
    - Aulacopodus Britton, 1940
    - Basilewskya Straneo, 1948
    - Castelnaudia Tschitscherine, 1890
    - Catadromus W.S. Macleay, 1825
    - Conchitella Moore, 1962
    - Cophosomorpha Tschitscherine, 1890
    - Cratoferonia Tschitscherine, 1902
    - Cratogaster Blanchard, 1843
    - Cyclotrachelus Chaudoir, 1838
    - Cyrtoderus Hope, 1842
    - Darodilia Castelnau, 1867
    - Delinius Westwood, 1864
    - Euryabax Fauvel, 1903
    - Euryaptus Bates, 1892
    - Gastrellarius Casey, 1918
    - Gourlayia Britton, 1964
    - Harpostomus Chaudoir, 1856
    - Holcaspis Chaudoir, 1865
    - Leiradira Castelnau, 1867
    - Liopasa Tschitscherine, 1901
    - Lophoglossus LeConte, 1852
    - Loxodactylus Chaudoir, 1865
    - Loxogenius Sloane, 1907
    - Mecynognathus W.J.MacLeay, 1873
    - Megadromus Motschulsky, 1865
    - Neoferonia Britton, 1940
    - Nesites Andrewes, 1939
    - Notabax Moore, 1976
    - Notolestus Sloane, 1894
    - Notonomus Chaudoir, 1862
    - Nurus Motschulsky, 1866
    - Oberthueria Vuillet, 1911
    - Ogmophora Tschitscherine, 1896
    - Onawea Johns, 2007
    - Pachymorphus Chaudoir, 1838
    - Paniestichus Will, 2011
    - Paranurus Tschitscherine, 1901
    - Pareuryaptus Dubault, Lassalle & Roux, 2008
    - Percolaus Bates, 1882
    - Piesmus LeConte, 1852
    - Platycaelus Blanchard, 1843
    - Platysmodes Fauvel, 1903
    - Plocamostethus Britton, 1940
    - Poecilinus Jeannel, 1948
    - Poecilus Bonelli, 1810
    - Psegmatopterus Chaudoir, 1878
    - Pseudoceneus Tschitscherine, 1891
    - Pterostichus Bonelli, 1810
    - Rhabdotus Chaudoir, 1865
    - Rhytiferonia Darlington, 1962
    - Rhytisternus Chaudoir, 1865
    - Sarticus Motschulsky, 1865
    - Secatophus Castelnau, 1867
    - Setalidius Chaudoir, 1878
    - Speluncarius Reitter, 1886
    - Speomolops Patrizi, 1955
    - Sphodrosomus Perroud & Montrouzier, 1864
    - Stereocerus Kirby, 1837
    - Steropanus Fairmaire, 1888
    - Stomis Clairville, 1806
    - Straneostichus Sciaky, 1994
    - Taphoxomimus Straneo, 1975
    - Tapinopterus Schaum, 1858
    - Teropha Castelnau, 1867
    - Trichosternus Chaudoir, 1865
    - Trigonotoma Dejean, 1828
    - Wahlbergiana Bousquet, 2002
    - Xenion Tschitscherine, 1902
    - Zeopoecilus Sharp, 1886
- Tribù Zabrini Bonelli, 1810
  - Sottotribù Amarina C. Zimmermann, 1831
    - Amara Bonelli, 1810
    - Pseudamara Lindroth, 1968

  - Sottotribù Zabrina Bonelli, 1810
    - Zabrus Clairville, 1806